# Министър-председател на Намибия
Министър-председателят в Намибия се избира в съответствие с Конституцията от 21 март 1990 г. Той се назначава от президента на страната.

## Министър-председатели
| Министър-председатели на Република Намибия |                           |        |                                    |        |
| №                                          | Имена                     | Роден  | Управление                         | Партия |
| 1                                          | Хаге Гейнгоб              | * 1941 | от 21 март 1990 до 28 август 2002  | СУАПО  |
| 2                                          | Тео-Бен Гурираб           | * 1938 | от 28 август 2002 до 21 март 2005  | СУАПО  |
| 3                                          | Нахас Ангула              | * 1943 | от 21 март 2005 до 4 декември 2012 | СУАПО  |
| 4                                          | Хаге Гейнгоб              | * 1941 | от 4 декември 2012-2015            | СУАПО  |
| 5                                          | Саара Куугогелва-Амадхила |        | 2015-                              | СУАПО  |

## Съкращения
- СУАПО (SWAPO) – Народна организация на Югозападна Африка (South-West Africa’s Peoples Organization)